# شوواییچ
شوواییچ (به صربی: Šuvajić) یک منطقهٔ مسکونی در صربستان است که در گولوباک واقع شده‌است. شوواییچ ۳۳۹ نفر جمعیت دارد.